# Кониський Олександр Якович
Олекса́ндр Я́кович Кони́ський (6 (18) серпня 1836, Переходівка, Ніжинський повіт, Чернігівська губернія, Російська імперія — 29 листопада (12 грудня) 1900, Київ, Київська губернія, Російська імперія) — український перекладач, письменник, видавець, лексикограф, педагог, громадський діяч ліберального напряму. Літературні псевдоніми — Ф. Верниволя, Ф. Ґоровенко, В. Буркун, Перебендя, О. Хуторянин та інші (всього близько 150). Професійний адвокат, педагог, журналіст. Автор слів пісні «Молитва за Україну», перекладу «Щоденника» Т. Г. Шевченка.

## Життєпис
Народився 6 (18 серпня) 1836 року в селі Переходівка (тепер Ніжинського району, Чернігівської області). Походив із стародавнього чернігівського роду, який нараховував понад 400 років. Його дитинство пройшло в місті Ніжині, про яке він згадував у своїх спогадах так:

| «Ніжин — місто невелике. Водночас воно було осередком просвітництва Чернігівщини та півночі Полтавщини. Тут красувався тоді Безбородьків ліцей. До того ж за Ніжином було славнозвісне минуле історичне, особливо торгашеське, тому серед людності було вдосталь людей із статками». |

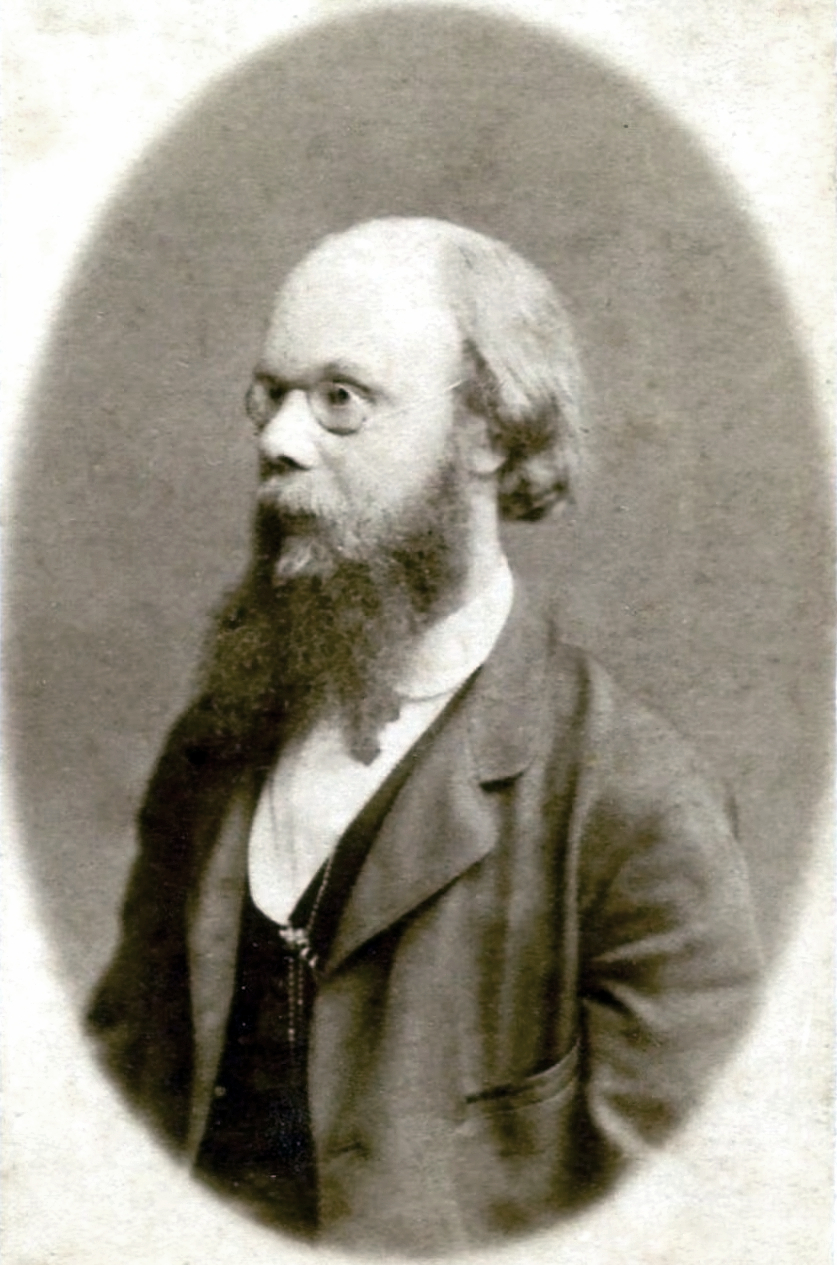
Олександр Кониський

Друкуватися почав у 1858 році у «Черниговском Листке». Вів велику й різноманітну громадську роботу. У Полтаві, де він служив, організував недільні школи, писав для них підручники. У пресі опублікував низку статей на церковні теми. Брав участь у роботі київської Громади, організовував недільні школи. Як член київської міської ради домагався запровадження у школах української мови. Для недільних шкіл Кониський видав популярні книжки й підручники («Українські прописи» (1862), «Арифметика, або щотниця» (1863), «Граматка або перша читанка задля початку вченья» 1882).

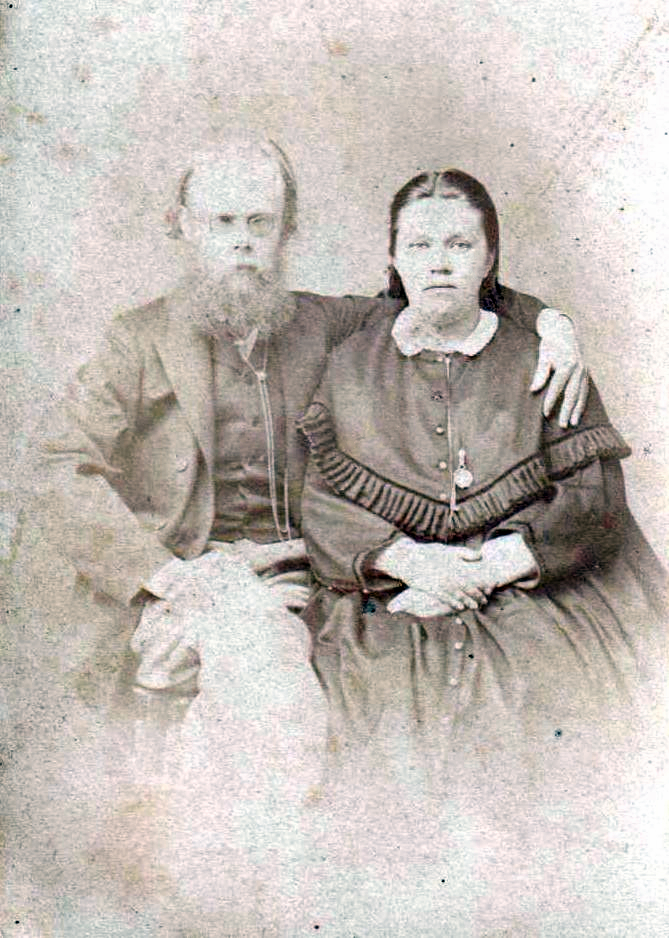
Олександр Кониський з дружиною — Марією Олександрівною, до шлюбу Пєстєровою. Катеринослав, 1866 р.

Налагоджував зв'язки з українськими діячами у Галичині.
Обвинувачений у поширенні «малоросійської пропаганди», він 1863 року без слідства і суду був засланий до Вологди.
Від 1865 перебував за кордоном. Тісно зійшовся з національними українськими діячами Галичини. Відвідавши Львів, а також побувавши в Німеччині (Дрезден, Лейпциг), Кониський повернувся в Україну, де під офіційним наглядом поліції якийсь час проживав у Єлисаветграді, Бобринці, а з кінця 1866 р. — у Катеринославі (майже шість років), займаючись адвокатською та літературною працею.
Більшість з того, що за ці роки Кониський написав та зібрав (наприклад, роман «Не даруй золотом, та не бий молотом», три віршовані поеми «Семен Палій», «Козак Розум», «На засланні», близько 20 тисяч слів для українського словника, великий збірник прислів'їв), у 1871 р., під час чергового трусу забрано російською поліцією та назавжди втрачено.
У 1872, після зняття поліційного нагляду, повернувся з Катеринослава до Києва. Там працював у газеті «Киевский Телеграф».

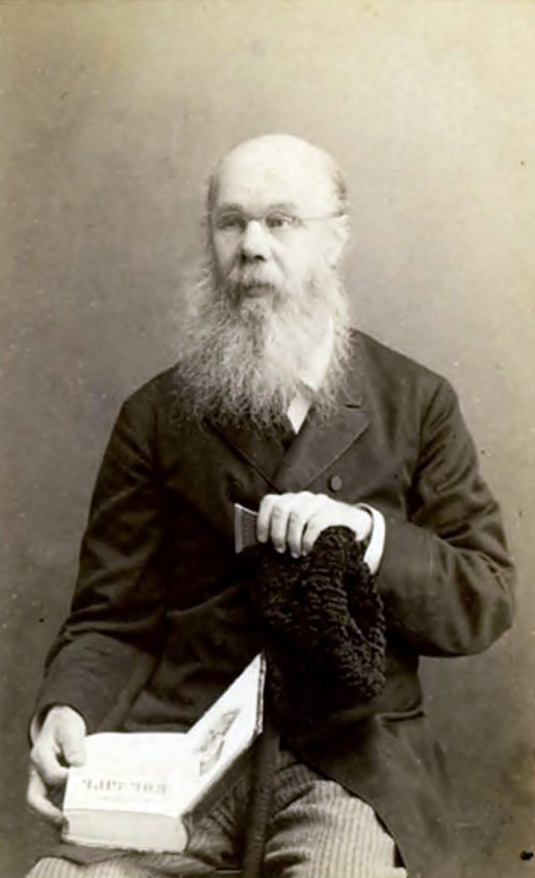
Олександр Кониський в останні роки життя

У другій половині 1890-х допомагав Володимиру Антоновичу заснувати Всеукраїнську політичну організацію, що мала об'єднати всі кола національно свідомих українців усієї Російської імперії. 1897 відбувся установчий з'їзд цієї організації, до якої 1901 приєдналася і київська «Громада». Сама організація проіснувала до її перетворення 1904 на «Українську демократичну партію».
Для потреб Всеукраїнської спільної організації він заснував у Києві видавництво «Вік», яке за 15 років свого існування опублікувало понад 100 книжок українською мовою.
Кониський був один із фундаторів Літературного товариства ім. Т. Шевченка у Львові (1873), а пізніше — ініціатор перетворення його у Наукове товариство ім. Т. Шевченка (без права комерційної діяльності).
Кониський доклав значних зусиль — як моральних, так і матеріальних — для розвитку цієї справи. Він пожертвував на потреби товариства власні 1000 рублів, а також узяв на себе обов’язки головного редактора перших випусків «Записок Наукового товариства імені Шевченка». Серед українців з-під російської влади лише він і Михайло Грушевський регулярно друкували свої праці в кожному номері — замітки, критичні огляди, а також статті з історії та літератури. У співпраці з Володимиром Антоновичем Кониський доклав зусиль до того, щоб його учень, Михайло Грушевський, отримав кафедру української історії у Львівському університеті.

Могила Олександра Кониського

Помер у Києві 29 листопада (12 грудня) 1900 року. Похований на Байковому кладовищі (ділянка № 1).

## Творчість
Літературну діяльність почав 1858. У поезіях, повістях, драмах, оповіданнях відстоював українську національну ідею, проголошував теорію малих діл. Автор популярних поезій: «Я не боюсь тюрми і ката», «На похорони Т. Шевченка», інші, які, втім, стримано оцінюються критиками. В оповіданнях Кониський порушує проблему соціального й національного гноблення України в складі Російської імперії («Півнів празник», «Млин», «Спокуслива нива»), народного побуту («Хвора душа», «Старці», «За кригою»). В повістях «Семен Жук і його родичі» та «Юрій Ґоровенко» подав образи українських національних інтелігентів, просвітян-культурників.
Кониський — автор першої ґрунтовної біографії поета Шевченка (у 2 томах), яка не втратила свого значення і нині: «Тарас Шевченко-Грушівський: Хроніка його життя» (тт. I—II, Львів, 1898—1901). Цю працю високо оцінили І. Франко, А. Кримський. Створення гімну «Молитва за Україну», покладеного на музику Миколою Лисенком, також припадає на період його плідної праці над дослідженням життя та творчості Т. Шевченка.
Від кінця 1920-х років твори Кониського в СРСР знаходились під забороною (за винятком кількох поезій), а радянське літературознавство відносило його до «націоналістів». Певна «реабілітація» Кониського відбулася у 80-х роках XX ст., а в Києві 1990 перевидано його монографію «Тарас Шевченко-Грушівський».

### Перелік творів
Повніший перелік бібліографії Кониського був укладений Василем Доманицьким та опублікований у першому номері «Кієвской старіни» за 1901 рік.

#### Оповідання
- Панська воля;
- Пропащі люди;
- Сирота;
- Антін Калина;
- Доля одного письменника;
- Стельмахи;
- Сестра-жалібниця;
- Баба Явдоха;
- Наввипередки;
- Непримиренна.

#### Повісті
- Семен Жук і його родичі (1875);
- Юрій Горовенко (1885);
- В гостях добре, а вдома ліпше (1885);
- Боротьба (1890);
- Грішники (1895);
- Молодий вік Максима Одинця (1900)[6].

#### Драматургія
- Порвалась нитка (1884);
- Ольга Носачівна (?).

#### Статті та публіцистика
- Критичний огляд української драматичної літератури (1865);
- Український націоналізм (1875)[7];
- Сьогочасне літературне прямування (1878);
- Відчити з історії русько-українського письменства (1881—1882);
- Листи про Ірландію (1882; 1904);
- З історії Руси-України. Після Костомарова (1885);
- Михайло Максимович. Біографічна замітка (1886);
- Жіноча освіта на Україні (1886);
- Жінки-професори у Болоньї (1886);
- Про Анатоля Свидницького (1888).

#### Рецензії
- Коли ж виясниця. За проводом повісті «Хмари» (1875);
- Збірник творів Ієремії Галки (1876);
- Очерки з історії української літератури ХІХ століття (1884).

#### Монографії
- Тарас Шевченко-Грушівський: Хроніка його життя (1898; 1901).

#### Переклади
- Дві руські народності (1886);
- Княгиня. Повість Тараса Шевченка (1888);
- Артист. Повість Тараса Шевченка (1894).

### Видання творів
- Кониський О. В гостях добре, а дома ліпше: іст. оповідання Дрозда. — (Вид. 2-ге). — Київ ; Ляйпціґ: Укр. накладня, 1920?. — 216 с. [Архівовано 2 березня 2019 у Wayback Machine.].

### Інше
- Літературний збірник, зложений на спомин О. Кониського (1836—1900). — У Київі: З друк. Петра Барського, 1903. — 401, II с., 1 арк. портр. [Архівовано 25 вересня 2018 у Wayback Machine.].

## Вшанування пам'яті

Меморіальна дошка у Боярці

- у містах України — Дніпро, Львів, Дрогобич, Київ, Черкаси, Чернігів — існують вулиці, названі на честь Олександра Кониського;
- уціліле з творчої спадщини митця зберігається нині в Інституті літератури ім. Т. Г. Шевченка НАН України та Національній бібліотеці України ім. В. Вернадського;
- у Боярці 25 липня 2021 року відкрито пам'ятну дошку[8].